# Cas Andratx
El Cas Andratx (o Cas Voramar, a causa del nom de l'operació policíaca), és un cas de corrupció urbanística ocorregut al municipi mallorquí d'Andratx.

## Precedents
El cas Andratx, tot i que esclatà amb la detenció del batle i altres persones el 27 de novembre de 2006, en realitat és la culminació de diverses situacions i irregularitats que s'arrossegaven des de molt temps enrere.

### La normativa urbanística a Andratx
El municipi d'Andratx regulava el seu urbanisme mitjançant un Pla general de 1977, que ni tan sols estava adaptat a la Llei estatal del sòl de 1976, ni a la resta de normativa autonòmica. Això provocava que la mateixa qualificació i les possibilitats urbanístiques dels terrenys no fossin clares i depenessin de la interpretació que feia l'ajuntament en el moment de la concessió de les llicències d'obra.
Tot i que havien existit successius intents per aprovar normes més actualitzades, no havien pogut rebre el vistiplau del Consell Insular de Mallorca, a la vista de les nombroses deficiències que presentaven i del seu caràcter poc proteccionista.
Després de la detenció d'Eugenio Hidalgo, el 26 d'abril de 2007 la Comissió insular d'ordenació del territori, urbanisme i patrimoni històric del Consell Insular de Mallorca finalment va acordar l'aprovació de les noves normes subsidiàries, si bé només pel que feia referència al sòl urbà (acord publicat al BOIB de 10 de maig).

### La situació política i administrativa a l'ajuntament
Andratx, un municipi costaner amb gran atractiu turístic, ha experimentat els darrers temps una continuada inestabilitat política, que permeté l'ascens fins a la batlia d'Eugenio Hidalgo, primerament amb el partit ALA i després amb el Partit Popular. Al mateix temps, la demanda d'habitatges i xalets no ha deixat mai de minvar, creant un brou de cultiu ideal per a l'especulació urbanística. De fet, s'ha comparat la situació d'Andratx amb la de Marbella, que finalment desembocà en l'anomenat cas Malaya.
Amb totes aquestes, l'Ajuntament d'Andratx no perseguia les infraccions urbanístiques com calia ni prestava tampoc la col·laboració requerida al Consell de Mallorca, de manera que l'efectiu control de les obres executades al poble era més teòric que real. La intervenció de la Guàrdia Civil de dia 27 de novembre de 2006 no faria més que empitjorar les coses, ja que el decomís de documentació practicat va paralitzar moltes tramitacions administratives en marxa.

### El cas Montport
El 18 de gener de 2006, la portaveu del grup municipal d'Unió Mallorquina d'Andratx manifestà als periodistes que havia interposat una denúncia davant el SEPRONA per la construcció d'una promoció d'habitatges unifamiliars al carrer Ramat, a Montport, en el Port d'Andratx, en unes parcel·les incloses dins una ARIP, però que l'ajuntament considerava urbanes.
A l'abril de 2006, es va presentar davant el Consell de Mallorca una denúncia, aparentment falsa, també contra la construcció de dos blocs d'habitatges a Montport. Això provocà que el 16 de juny de 2006 la Comissió insular d'ordenació del territori, urbanisme i patrimoni històric acordàs la interposició d'un recurs contenciós administratiu contra les dues llicències que emparaven les obres.
El 15 de juliol del mateix any va sortir a la llum que la Fiscalia de delictes urbanístics i mediambientals, alertada per la denúncia del grup municipal d'Unió Mallorquina d'Andratx, havia interposat una denúncia contra el consistori per presumpte delicte en l'atorgament de les dues llicències. Això donà peu a un procediment judicial penal que després s'acumularia a la causa general del cas Andratx, però que el 27 d'octubre de 2006 el jutge instructor va deixar en suspès a l'espera que la jurisdicció contenciosa administrativa es pronunciés sobre la legalitat de les autoritzacions municipals. No obstant això, a mitjan desembre de 2006 es tornà a reactivar la via penal.
Mentrestant, dins la tramitació del recurs contenciós administratiu el Consell de Mallorca va obtenir en juliol de 2007 la suspensió de les obres de Montport, que encara s'estaven executant. El procediment contenciós es va dividir en dues causes diferents, una per cada llicència concedida, i en setembre de 2008 es va paralitzar la relativa al permís obtingut per la promotora Prosmi SL, per estimar-se prejudicialitat penal. Avui dia, encara no ha estat dictada sentència sobre la legalitat de les dues llicències. Es convertí en la peça separada número 1 del Cas Andratx.

## Primeres actuacions
El cas sortí a la llum pública quan, el 27 de novembre del 2006, el jutge titular del jutjat d'instrucció número 12 de Palma, Álvaro Latorre López, decretà l'empresonament del llavors batle del municipi, Eugenio Hidalgo, el zelador d'obres de l'ajuntament, Jaume Gibert i el director general d'ordenació del Territori del Govern de les Illes Balears, Jaume Massot Sureda, entre d'altres, en el que s'anomenà Operació Voramar.
Els implicats foren acusats de prevaricació, blanqueig de diners i delictes contra l'ordenació del territori.
Les responsabilitats polítiques semblaven afectar, a més a més, alguns càrrecs importants del Partit Popular de les Illes Balears:
- L'executiva del PP confirmà la candidatura a l'alcaldia de l'alcalde investigat només dues setmanes abans de la intervenció policíaca.
- Jaume Matas, aleshores president del Govern i José María Rodríguez, aleshores secretari general del PP Balear, es reuniren amb Hidalgo uns dies abans de la intervenció.
- Margarita Isabel Cabrer, consellera d'obres públiques, fou qui nomenà el director general investigat.
- Joan Carmel Massot Salvà, director general de relacions amb Europa, havia estat fins al 2003 regidor d'urbanisme a l'Ajuntament d'Andratx, i presumptament era responsable de l'atorgament de llicències considerades irregulars.

## Desenvolupament judicial
Atesa la complexitat del cas i les múltiples irregularitats imputades, el jutjat d'instrucció núm. 12 de Palma obrí un total de 64 diferents peces separades, en una decisió confirmada per l'Audiència Provincial de Palma el 28 de novembre de 2007. Finalment aquestes augmentaren fins a 77. Algunes de les peces s'han arxivat durant la instrucció, però d'altres han desembocat en diversos pronunciaments judicials:
- El 7 de novembre de 2007, el jutjat d'Instrucció número 12 de Palma va continuar amb les declaracions pel cas Andratx. Durant aquest dia van ser interrogats tres testimonis, en concret un arquitecte, un topògraf i un veí, respecte d'un presumpte habitatge il·legal situada en zona ARIP boscosa. El fiscal Anticorrupció, Joan Carrau, tenia sospites que l'habitatge havia estat aixecat sense els permisos corresponents sense que existís prèviament una construcció en aquesta zona. Els testimonis van presentar documents acreditatius, plànols i fotografies, de l'existència d'una caseta anterior, que havia estat posteriorment ampliada i reformada. La investigació es refereix a la peça número 19.[16]

- Entre el 5 i el 8 de maig de 2008 va tenir lloc la primera vista oral[17] d'una de les peces separades que integren el sumari, en concret la núm. 56, referida a l'habitatge en sòl rústic protegit (ARIP) que Eugenio Hidalgo va aixecar aprofitant la preexistència d'una mera caseta d'eines per a la qual n'havia demanat la reforma i ampliació. L'exbatle d'Andratx es mostrà com la víctima d'un complot contra la seva persona davant els tres magistrats de la Secció Segona de l'Audiència Provincial de Palma, Diego Gómez-Reino, Juan Pedro Yllanes, i el president de la Sala, Joan Catany.[18] L'Audiència Provincial va apreciar l'existència d'un delicte de prevaricació i un altre contra l'ordenació del territori, i el 23 de maig de 2008 va condemnar Hidalgo a quatre anys de presó i a demolir l'habitatge. També castigà Jaume Massot amb una pena de tres anys i sis mesos, a l'assessor jurídic municipal Ignacio Mir amb un any de presó, i a Jaume Gibert amb quatre mesos.[19] Aquesta sentència fou confirmada per la dictada pel Tribunal Suprem el 27 de desembre de 2009, que desestimà per complet els recursos interposats per Hidalgo, Massot i Mir.[20][21]

- La vista oral de la peça 32 (en relació amb un restaurant construït per Juan Carlos Hidalgo Garcés, germà de l'exbatle d'Andratx, en una ANEI) se celebrà entre el 26 i el 31 d'octubre de 2008, amb el resultat de cinc anys de presó i multa per a Jaume Massot, com a autor de falsedat documental i prevaricació urbanística, i un any i mig de presó per a Juan Carlos Hidalgo, com a inductor. En la mateixa sentència del 14 de novembre de 2008,[22][23] Eugenio Hidalgo també fou condemnat a set anys d'inhabilitació per un delicte de prevaricació. El 25 de novembre de 2009 el Tribunal Suprem va confirmar aquestes penes, però va absoldre Eugenio Hidalgo per un defecte formal en l'acusació formulada contra ell.[24][25]

- El 16 de gener de 2009, els tres principals imputats en el cas Andratx van tornar als jutjats per declarar per la peça número 11 del cas. No obstant això, només va comparèixer Jaume Gibert, ja que tant Eugenio Hidalgo com Jaume Massot van canviar d'advocats pel que van sol·licitar que ajornessin les seves declaracions perquè aquests puguin estudiar el gruix del sumari. Els tres havien estat citats a declarar per la peça que fa referència a la construcció d'un habitatge per part d'uns alemanys en un terreny en què se suposa que no podia haver-hi edificacions. Dels tres imputats només ha declarat Gibert, qui va signar un certificat en el qual assegurava que en aquest terreny hi havia una caseta des de fa més de seixanta anys. Hidalgo va ser defensat a partir d'aquest moment per Manuel Murillo Carrasco, primer secretari general del PSOE històric i lletrat vinculat a causes com els GAL i l'11-M, mentre que a Massot va assistir l'advocat mallorquí Fernando Mateas Castañer. També van passar pels jutjats un treballador de la constructora i la propietària del terreny.[26] El 4 de maig de 2011 l'exalcalde d'Andratx Eugenio Hidalgo (PP) va acceptar una condemna a una pena de multa per falsedat documental per incitar al zelador de l'Ajuntament mallorquí a fer constar la falsa existència d'una casa per permetre la construcció d'un xalet en una àrea protegida. Es va condemnar a Hidalgo a 1 any i 6 mesos de presó per un delicte de falsedat en document oficial per funcionari públic, pena que se substitueix per una multa de 36 mesos amb una quota de 6 euros diaris. L'acord imposa una pena d'1 any i 8 mesos pel mateix delicte a l'exzelador del consistori Jaume Gibert que va falsificar el document que va permetre la construcció de l'habitatge. Així mateix, l'acord condemna a Juana Ana Pujol, Antonio Porcel i Baltasar Porcel, propietaris de el terreny, a sengles penes de 6 mesos de presó per un delicte contra l'ordenació del territori, que se substitueixen per una multa de 12 mesos a raó de 4 euros diaris. A la mateixa pena que els copropietaris de la parcel·la es condemna a Joaquín Lerma, tècnic de construcció, i Luis Ros, arquitecte.[27]

- El 24 de març de 2009 va ser interrogada, en qualitat d'imputada, l'arquitecta municipal d'Andratx en la passada legislatura, Isabel Seguí. La tècnic va explicar els seus informes amb relació a dues de les peces separades, la 7, que es refereix a una casa aixecada també en sòl ANEI, i la 22, una altra llicència que la fiscalia estima delictiva. Sobre la peça 7, Seguí va ratificar que el llavors alcalde Eugenio Hidalgo va pressionar perquè autoritzés la llicència.[28] Hidalgo declarà per aquestes peces el 18 de febrer de 2009.[29] La peça 50 de Selina Scott va ser archivada el 7 de novembre de 2009.[30] Pel que fa a la peça 7 no sen troben més referències.

- El juny de 2009, l'Audiència Provincial va ratificar un acord de conformitat, pel qual Jaume Gibert acceptava una pena lleu de presó i s'imposaven diverses multes al propietari Juan María Corró Truyols i constructor Felipe Seguí Torrandell, en relació amb un habitatge aixecat dins una ANEI on no preexistia cap edificació, tot i que Gibert va certificar falsament que hi havia una casa anterior a 1956. L'acord implicava també la demolició de l'habitatge a càrrec del propietari.[31] Era la peça número 12.

- Per la seva banda, el 22 de juliol de 2009 el Jutjat del penal núm. 3 de Palma va condemnar Jaume Massot amb una multa de 6.750 euros i a la devolució d'altres 42.000 euros per assessorar, il·legalment, i des de l'ajuntament d'Andratx i el Govern de les Illes Balears, Mariano Vives Trista, promotor immobiliari de S'Almudaina 2, en la seva reclamació de 34,2 milions d'euros contra el mateix Govern[32] Fou per la peça núm. 62 del sumari. L'abril del 2007, fou imputat, a la peça núm. 62, el president del Consell Consultiu de les Illes Balears, Miquel Coll Carreras per presumpte tràfic d'influències, si bé al setembre del mateix any s'arxivaren les actuacions incoades contra ell.[33] Morí un any després.[34][35][36]

- Eugenio Hidalgo va ser excarcerat el 22 de gener de 2010 per anar a declarar. L'imputat estava citat per la peça separada número 33 del cas Andratx per un presumpte delicte contra l'ordenació del territori durant la seva etapa d'alcalde en què suposadament va autoritzar una llicència d'una construcció irregular en sòl protegit al municipi, atorgada a l'empresa propietària de la finca, Construccions més Totxos. Eugenio Hidalgo va admetre haver signat la llicència, que es va aprovar en la comissió de govern. Després, es va incoar un expedient de suspensió de les obres. Per aquest mateix cas, però per la peça número 5, també estaven citats Jaume Massot, exdirector general d'Ordenació del Territori, i Jaume Gibert, antic zelador d'obres de l'ajuntament d'Andratx. Cap dels dos va poder comparèixer, ja que Gibert estava malalt i l'advocat de Massot, Fernando Mateas, va demanar un ajornament.[37][38]

- El 25 de març de 2010, el Jutge d'Instrucció número 12 de Palma, Francisco José Pérez, va decretar el sobreseïment de la peça 68 del cas Andratx, que era l'única en el qual estava imputat l'exdiputat d'UM i exconseller insular de Territori, Bartomeu Vicens Mir, i en el qual s'investigava una requalificació de solars de l'esmentat municipi, en la tramitació del qual va intervenir la comissió d'Urbanisme del Consell Insular de Mallorca, de la qual Vicens formava part. Vicens va ser interrogat per aquesta causa el 16 de febrer de 2010, dia en el qual va defensar davant del jutge que quan l'excap de Costes de les Balears, Antoni Garau Mulet, va interposar una al·legació contra el Pla Territorial de Mallorca (PTM) per demanar que uns solars de la seva propietat fossin qualificats d'urbans, va acceptar aquest recurs perquè estava "ben fonamentat i comptava amb garanties jurídiques". Durant la seva compareixença, l'encausat va justificar d'aquesta manera perquè, com membre de la Comissió Insular d'Urbanisme del Consell Insular de Mallorca, que va estimar l'al·legació presentada per Garau, va acceptar aquest recurs malgrat que en l'aprovació inicial del PTM es dibuixaven les tres parcel·les de l'excap de Costes, situades a la punta de la Gavineta (Cala Llamp), com rústiques protegides. Tal com va remarcar, les al·legacions presentades per aquest propietari durant la fase d'exposició pública del Pla Territorial estaven "formalment bastant documentades". Tanmateix, va asseverar que va ser la Comissió d'Urbanisme la que va imposar a l'Ajuntament d'Andratx la protecció dels solars "des del primer moment", mentre que "qui pretenia la seva qualificació com a urbà era la representació del Consistori", concretament l'exbatle Eugenio Hidalgo.[39] L'exconseller insular d'Urbanisme Miquel Àngel Grimalt Vert (UM) també declarà, però com a testimoni per aquesta peça el 2 de març de 2010. Va negar que l'exconseller insular de Territori, Bartomeu Vicens, "intentàs influir" a l'hora de qualificar d'urbans els solars de l'excap de Costes, Antoni Garau. Durant la seva compareixença, el llavors director insular d'Urbanisme i Litoral va ser interrogat sobre la declaració com a urbans dels tres terrenys propietat de Garau després de l'al·legació que aquest va interposar davant de la Comissió d'Urbanisme, presidida per Vicens, contra el Pla Territorial de Mallorca (PTM), que dibuixava les parcel·les com rústiques protegides igual com altres solars que complien les mateixes condicions. En aquest sentit, Grimalt va manifestar que la intenció de la visita que va rebre Vicens per part de l'excap de la Demarcació de Costes era que "havia acudit a queixar-se que el Consell considerava aquests solars com Area Natural d'Especial Interès (ANEI)", i que considerava que "això era erroni", ja que disposava d'informes del Govern i de l'Ajuntament d'Andratx que "estimaven que havia de ser urbà".[40]

- El 18 de juny de 2010, el magistrat va interrogar dins de la peça 34 del cas, a l'exadvocat assessor de l'Ajuntament d'Andratx, Ignacio Mir, així com els arquitectes Antoni Castell i Beatriz Ballesteros, mentre que dins d'aquesta mateixa peça Jaume Massot es va acollir al seu dret de no declarar.[41]

- El 5 de juliol de 2010, l'exalcalde d'Andratx, Eugenio Hidalgo, es va declarar culpable d'un delicte de quebrantament. Va confessar que havia venut quatre finques que estaven intervingudes pel jutge i, per tant, va realitzar aquest negoci immobiliari sense autorització judicial. Després d'aconseguir una pacte amb la fiscalia Anticorrupció i amb la lletrada Isabel Fluxà, representant de l'Ajuntament d'Andratx, Hidalgo hagué de pagar una multa de dotze mesos a raó de deu euros diaris. En total, hagué de pagar 3.650 euros de multa. Aquest acord entre la defensa i l'acusació va evitar que el judici finalment se celebrés. Inicialment, Eugenio Hidalgo s'enfrontava a una pena de dos anys de presó per haver venut quatre finques el setembre de l'any 2009 sense permís del jutge. Es tractava de la peça 74. L'exalcalde va demanar que s'aixequessin unes anotacions d'embargament que pesaven sobre unes finques que pertanyien a la societat Eucar SL, propietat del mateix Hidalgo. Aquests béns havien estat embargats en la peça principal del cas Andratx i l'antic alcalde no les podia vendre sense permís del jutge. A Hidalgo ja se li havia advertit abans de fer el negoci que no podia desprendre d'aquestes finques sense demanar autorització judicial, però no va fer cas a aquesta advertència i les va vendre.[42]

- El mateix 5 de juliol, un arquitecte va ser condemnat a 6 mesos de presó per un delicte d'encobriment en falsejar un projecte amb l'objectiu de legalitzar un habitatge construït il·legalment en una zona protegida del municipi d'Andratx, la propietària del qual també va ser condemnada a la mateixa pena. Així figurava en la sentència de la peça número 3, en la qual es jutjà la construcció d'una casa a Sa Font Seca, una zona no urbanitzable catalogada com Area Natural d'Especial Interés (ANEI). Els acusats en aquesta peça foren el matrimoni Elsa Graciela Miñán i Juan Carlos Menéndez i l'arquitecte Pedro Pablo Vaquer, però el jutjat penal número 4 de Palma va absoldre Menéndez en la seva sentència. Els fets van ocórrer entre els anys 2003 i 2005, quan Miñán va construir una casa d'una planta de 108 metres quadrats en una parcel·la rústica en la qual no era possible autoritzar la seva edificació. Segons la sentència, això no es podia fer perquè a la finca no hi havia cap construcció anterior que pogués ser qualificada d'habitatge. A part de construir la casa, la condemnada va obrir a més sense autorització un camí d'accés de l'habitatge, amb la consegüent tala d'arbres, demolició d'un mur i destrucció de vegetació, inclòs alguna espècie protegida. Per evitar cometre un delicte i que l'habitatge fos destruït, Miñán va contractar l'arquitecte, que va faltar de forma intencionada a la veritat fent constar dades incertes en un projecte de legalització de reforma de l'habitatge, amb l'objectiu d'aconseguir la legalització de la casa. Amb aquest projecte en el qual l'arquitecte va simular que hi havia un antic habitatge a la parcel·la i que les obres eren per reformar-la, l'Ajuntament va concedir al matrimoni la llicència, encara que posteriorment el Consell de Mallorca la va revisar i es va adonar de la il·legalitat. La sentència condemnà per aquests fets a l'arquitecte a 6 mesos de presó per un delicte d'encobriment en relació amb un delicte contra l'ordenació del territori, i a Miñán a la mateixa pena per un delicte contra l'ordenació del territori. A aquesta última li condemna també a demolir l'edificació en un termini de sis mesos, i li inhabilità per al sufragi passiu i per exercir una professió relacionada amb la construcció durant el temps de la condemna.[43][44]

- El magistrat de reforç del Jutjat d'Instrucció número 12 de Palma, Francisco José Pérez Martínez, va dictar l'obertura d'una nova peça separada dins del cas Andratx, la número 77, en apreciar indicis incriminatorios contra el president del Reial Madrid, Florentino Pérez Rodríguez, per l'aixecament presumptivament il·legal d'un annex al luxós habitatge que posseeix en el terme municipal andritxol. Fou per l'ampliació que va dur a terme a la seva mansió, coneguda com a Vila Yasmín i ubicada en la urbanització Las Brisas, i que suposadament es va materialitzar amb l'edificació d'una piscina i un camí en una Area Rural d'Especial Interés (Anei).[45] El jutge va enviar un perit a la zona perquè tragués les conclusions pertinents sobre les reformes que es realitzaren tocant la casa i que eren presumiblement il·legals. A finals de juliol del 2010 el jutge realitzà un escorcoll a l'ajuntament d'Andratx per localitzar els expedients urbanístics relacionats amb la peça. S'hi desplaçà personalment a recollir la informació, ja que feia mesos que la reclamava sense èxit. A més, en la inspecció aconseguí nova documentació sobre la peça 1 de la causa, Montport.[46] L'informe pericial que s'elaborà sobre aquest habitatge de luxe, va trobar indicis que algunes de les reformes que s'hi executaren podrien incórrer en il·legalitats, però els presumptes delictes haurien prescrit. És a dir, que el propietari, Florentino Pérez, no podria ser acusat d'un delicte contra l'ordenació del territori. Aquesta mena de delicte urbanístic prescriu al cap de tres anys des que se n'incoa la causa, i ja havien passat. El que sí que es podria haver comès és un presumpte delicte de prevaricació i, fins i tot, un altre de falsificació documental. Aquest hauria estat comès pels funcionaris del Consistori d'Andratx que facilitaren les llicències d'obra, atès que aquesta classe de delicte prescriu al cap de 10 anys. Tot i això, els tempus estarien agafats amb pinces. Aquesta darrera peça del sumari, la número 77, s'obrí arran d'un acarament entre dos imputats en el qual sortí a llum el nom del conegut empresari madrileny. En principi, només estava oberta contra l'exzelador municipal Jaume Gibert, imputat en altres peces.[47]

- El 9 de setembre de 2010, Hidalgo, Jaume Gibert i el constructor Manuel Zapata firmaren un acord de conformitat amb la Fiscalia Anticorrupció i l'Acusació particular de l'Ajuntament. Era amb relació a la peça número 60. Hidalgo fou condemnat a dos anys. L'empresari pagà 30.000 euros a Hidalgo i 18.000 a Gibert perquè vigilassin la seva promoció. Ambdós foren condemnats a penes de multa.[48][49]

- El 14 de desembre de 2010, un jutjat penal de Palma va condemnar l'exbatle d'Andratx Eugenio Hidalgo (PP) a una pena de multa per haver encobert una construcció il·legal en el municipi mallorquí, en el judici corresponent a la peça número 2 del cas. Durant el judici, celebrat al jutjat penal 4 de Palma, la defensa d'Hidalgo va arribar a un acord amb la Fiscalia i l'acusació particular del consistori, pel qual se'l va condemnar a una pena de 6 mesos de presó que se substitueix per una multa de 3 euros diaris durant 12 mesos. A la peça jutjada també va ser condemnat a la mateixa pena i per un delicte urbanístic Antonio Belén, propietari del terreny on es va construir la casa il·legal, que hagué d'esbucar l'habitatge. Segons l'escrit de conformitat, els fets es remunten a 2003, quan Belén va adquirir una finca a Andratx que està qualificada com a Àrea Natural d'Especial Interès i on, per tant, no es pot construir cap habitatge. El propietari va demanar, tanmateix, una llicència d'obra menor a l'Ajuntament i va construir, a partir d'una casa d'eines de 20 metres quadrats, un habitatge de 80 metres de dues plantes. Davant d'aquests fets, Hidalgo, no sol no va realitzar cap acte per impedir l'edificació de l'habitatge il·legal, sinó que "va dur a terme quants actes eren necessaris per possibilitar que no es descobrís la il·legalitat de la construcció, que els acusats aconseguissin mantenir el construït i evitar així la demolició", narra l'escrit. De fet, l'exalcalde va tenir "ple coneixement" de la il·legalitat en diverses ocasions, ja que tant el Consell de Mallorca com la Conselleria de Medi Ambient del Govern i la Guàrdia Civil li van comunicar l'existència de la construcció il·legal, davant de la qual cosa Hidalgo no va fer res. En vista de la passivitat municipal, el 2006 el Consell va assumir les competències municipals sobre infraccions urbanístiques i va ser llavors quan, segons l'escrit, Hidalgo va reaccionar. Va iniciar en aquell moment i "molt de pressa" els tràmits per a un expedient administratiu de suspensió d'obres, una cosa que va fer "únicament com a mitjà d'evitar que el Consell de Mallorca se subrogàs en les competències municipals i sancionàs o demolís les obres il·legals". També ho va fer, sosté l'escrit, perquè Betlem "pogués argumentar en la causa penal que era una qüestió administrativa que s'estava resolent". Per aquests fets, Hidalgo va ser condemnat així mateix a inhabilitació especial per a ocupació o càrrec públic per tres anys, i Betlem a un any d'inhabilitació per a la promoció o construcció d'immobles.[50]

- El 10 de juny de 2011, el jutge penal núm. 6 de Palma, Jesús González, va absoldre Eugenio Hidalgo d'un delicte de coaccions en ordenar la clausura de l'aparcament que, la també exalcaldessa de la localitat per UM, Isabel Alemany, té a Sant Elm, mesura adoptada a finals de juliol del 2006. La sentència, una de les primeres absolutòries contra l'exalcalde, declarà que Hidalgo no va incórrer en cap delicte en signar el decret de clausura de l'aparcament, a l'entendre que no tenia llicència i podia suposar un risc en cas de pluges torrencials. L'ordre donava 5 dies per a al·legacions. Segons el jutge, no era executiva abans del termini i van ser els amos els que van tancar el pàrquing. Alemany va denunciar a Hidalgo per coaccions i prevaricació i sostenir, des del primer moment, que el decret de l'alcalde era una venjança per la seva tasca com a oposició al consistori, on era regidor. Hidalgo tenia els seus telèfons punxats i algunes converses van ser utilitzades en el judici com a prova del seu desig de perjudicar l'edil d'UM. Hidalgo va demanar a la vista oral disculpes per dir "filla de puta" a Alemany i per altres fortes expressions emprades en diverses converses. El tancament de l'aparcament que la família d'Alemany explotava, sense cap mena de contratemps legal va ser una de les més sonades accions atribuïdes a Hidalgo.[51]

- L'agost de 2011, una sentència del Jutjat Penal 7 de Palma va ratificar l'ortodòxia, constitucionalitat i legalitat de la instrucció del cas Andratx per part d'un jutge no de carrera (de suport), l'actuació havia estat qüestionada per l'advocat Jacobo Rodríguez Miranda, exassessor de l'Ajuntament d'aquesta localitat. La decisió judicial va absoldre Rodríguez Miranda d'un delicte de prevaricació urbanística i va condemnar a un altre funcionari municipal, l'arquitecte tècnic Jaume Brunet, i al particular Francisco Xamena per construir una piscina il·legal en una finca protegida. L'acusat Miranda va demanar, com a qüestió prèvia abans del judici, a la magistrada Francisca María Ramis Rossello que decretés la nul·litat de la instrucció d'aquesta peça separada del cas Andratx. El recurs manifestava que en ser instruït el cas Andratx per un substitut, Francisco José Pérez Martínez, en comptes de per la titular del jutjat d'instrucció 12 de Palma s'havia vulnerat el seu dret al jutge ordinari predeterminat per la llei. La sentència desestimà aquest argument i recordà que Pérez va ser nomenat pel Consell General del Poder Judicial com a reforç del jutjat d'instrucció 12, a causa de l'elevada càrrega de treball d'aquesta instància pels casos de corrupció. Ramis postil·là que la constitucionalitat dels jutges substituts, o de reforç, ve avalada per la Llei orgànica del poder judicial, on es va establir la figura dels "jutges de suport" mitjançant una reforma aprovada per una altra llei orgànica. Respecte al tarannà concret de Pérez, la decisió sostenia que durant la instrucció del cas no s'havia presentat ni la més mínima queixa, ni s'havia efectuat cap al·legació o protestes, ni s'havia presentat cap recurs sobre una pretesa imparcialitat de l'instructor. La jutgessa entén que en aquell moment no es podia demanar la nul·litat de les actuacions, quan l'exassessor legal va declarar en múltiples ocasions davant Pérez i mai l'havia acusat d'imparcialitat. Jacobo Rodríguez Miranda, al marge de les qüestions prèvies, va ser absolt en entendre la magistrada que va emetre correctament un informe a favor d'una llicència per construir una piscina en una casa, situada en una parcel·la qualificada d'àrea protegida pel seu especial valor paisatgístic. Segons la sentència, l'assessor va complir amb el seu deure i no podia saber, amb els documents que li van presentar, que l'habitatge estava fora d'ordenació.[52][53] Era la peça número 6.

- L'octubre de 2011, l'Audiència Provincial va absoldre Jaume Massot, excap d'Urbanisme de l'Ajuntament d'Andratx i exdirector general del Territori del Govern, dels delictes de falsedat documental i contra l'ordenació del territori en una de les peces del cas Andratx, la número 9. Aquesta sentència condemnava el constructor Emilio Martínez a un any de presó i multa per un delicte contra l'ordenació del territori i inducció a la falsedat en document públic. La funcionària d'Urbanisme de l'Ajuntament Ángela Hernández Rodríguez també va ser condemnada a un any, multa, més inhabilitació per 12 mesos per un delicte contra l'ordenacio del territori i un altre de falsedat. L'arquitecte Luis Ros fou condemnat a sis mesos de presó, multa i inhabilitació d'un any per delicte contra el territori, i a 4 mesos substituïbles per multa per prevaricació urbanística. Finalment, l'exassessor jurídic Jacobo Rodríguez Miranda hagué de pagar una multa per prevaricació urbanística i inhabilitació especial per 7 anys. La sentència dictà que la casa il·legament construïda s'hauria d'esbucar, perquè la llicència d'obres va ser declarada nul·la i il·legal.[54]

- Pocs dies després, el 18 d'octubre, l'Audiència Provincial de Palma va condemnar l'excap d'Urbanisme de l'Ajuntament d'Andratx, Jaume Massot, l'exregidora d'UM en el municipi, Maria Porcel Salvà, un arquitecte contractat per l'equip de govern del PP a Sóller, Joaquín Ozonas Sard, i l'exzelador Jaime Gibert, després que tots ells es declarassin culpables de permetre la construcció d'un xalet unifamiliar en terreny protegit. Fou en el marc de la peça número 4 del cas Andratx al costat de l'exassessor jurídic Jacobo Rodríguez Miranda, per a qui tant la Fiscalia com l'Ajuntament andritxol, representat per l'advocada Isabel Fluxà, van retirar la seva acusació. Les defenses dels inculpats van assolir d'aquesta forma un acord de conformitat amb les acusacions. Així, d'acord amb l'escrit de conformitat subscrit per les parts, a Massot li correspondria un any de presó i vuit anys i mig d'inhabilitació si bé el document considera complerta aquesta pena després d'haver estat condemnat per prevaricació urbanística. Mentrestant, sobre Porcel recaigué una multa de 2.160 euros i tres anys i mig d'inhabilitació; Ozonas es va conformar amb 3.600 euros de multa i hagué de demolir el construït; i Gibert s'enfrontà a dos anys de presó i de forma subsidiària fou responsable de la demolició.[55]

- El 25 d'octubre de 2011, Josep Eugeni Torrens Fortuna, va ser condemnat, pel Jutjat de lo Penal núm. 7, a pagar 2.160 euros de multa per construir en terreny protegit un habitatge de nova planta amb vista a la mar i a la muntanya, després de declarar-se culpable d'un delicte contra l'ordenació del territori i assolir un acord de conformitat amb la Fiscalia i l'acusació particular, que sol·licitava inicialment una pena de cinc anys de presó per a l'inculpat. Torrens hagué de procedir a més a la demolició de l'edificat de forma il·legal. Mentrestant, tant el fiscal Miguel Ángel Subirán Espinosa com l'advocat que representava l'Ajuntament d'Andratx, Josep de Luis, van retirar l'acusació contra l'enginyer agrònom a qui va recórrer Torrens per intentar legalitzar l'edificació com a magatzem agrícola-ramader. Ambdós es van asseure a la banqueta durant el catorzè judici, corresponent a la peça 31. L'escrit de conformitat recorda que Torrens, com a administrador de la mercantil Palmita S.L., va adquirir el 1999 tres finques catalogades com Àrea Natural d'Especial Interès (Anei) i en les quals tan sols hi havia unes ruïnes. Tanmateix, l'acusat va començar a realitzar el 2004 obres simulant ampliar i rehabilitar un habitatge ja existent, malgrat que únicament s'havien sol·licitat llicències d'obra menor per "substituir teules trencades i teulada" i l'"arranjament del camí". De fet, una inspecció ocular duta a terme sobre el terreny i en la qual va ser present l'anterior jutge d'instrucció del cas Andratx, Francisco José Pérez, va servir per comprovar que la construcció comptava amb les dependències pròpies d'un habitatge i a més comptava amb finestres "amb vista al mar i a la muntanya l'existència de la qual no es comprèn si tals dependències tenen com a final l'emmagatzemament de pinsos, gra, palla i altres així com els estris de conreu i eines", tal com exposava Pérez en un contundent escrit de 19 folis que posava fi a la instrucció d'aquesta peça. Els indicis apuntats se sumaven "mitjans tan exigus i limitats" com la presència de 80 oliveres i tres ases per donar al xalet l'aparença de casa d'eines.[56]

- El 30 de novembre de 2011, el cas Andratx va sumar una nova sentència condemnatòria després que l'excap de l'àrea d'Urbanisme de l'Ajuntament d'Andratx i exalt càrrec del Govern de Jaume Matas, Jaume Massot, s'hagués conformat a sis mesos de presó i a vuit anys d'inhabilitació per a càrrec públic per haver permès l'ampliació d'un habitatge unifamiliar de 134 metres quadrats que havien estat construïts en els anys noranta i que estava ubicada en terreny protegit. Mentrestant, tant la Fiscalia com l'acusació particular van retirar les seves acusacions contra l'exzelador municipal Jaume Gibert i l'exassessor jurídic del Consistori José Ignacio Mir. En concret, la Fiscalia demanava les mateixes penes que a Massot per a Gibert, per un delicte de prevaricació urbanística i 9.000 euros de multa per falsedat en document oficial per a Mir. Per la seva part, l'acusació particular, exercida pels advocats Josep de Luis i Isabel Fluxà en representació de l'Ajuntament d'Andratx, sol·licitava dos anys de presó per a Massot, un any i vuit mesos per a Gibert i un any de presó per a Mir. Tal com declarà provat l'escrit de conformitat, relatiu a la peça número 55 del cas, el propietari del terreny va obtenir el 1992 llicència per aixecar un xalet malgrat que només hi havia unes ruïnes que no podien rehabilitar-se per haver perdut l'ús d'habitatge, mentre que cinc anys després li va ser concedit un altre permís per construir una piscina. Tanmateix, va ser el 2001 quan Massot va entrar en escena en ser sol·licitada llicència per ampliar el xalet. Així, el també exalt càrrec del Govern de Jaume Matas va emetre en juny de 2002 un informe favorable a la concessió malgrat indicar en el mateix que es tractava de terra catalogat com Area Natural d'Especial Interés (Anei) i Area Rural d'Interés Paisatgístic (Arip). I això malgrat conèixer "perfectament" la normativa urbanística, els tràmits a seguir si era terreny protegit i saber que s'estava sol·licitant una ampliació que suposava depassar en dues vegades i mitja el volum màxim autorizable per les Normes Subsidiàries (NNSS) d'Andratx. És més, l'acusat també va ometre el tràmit d'informació pública i la remissió de l'expedient al Consell de Mallorca per a l'emissió de l'informe, evitant d'aquesta forma l'informe negatiu de l'Administració insular i possibilitant una ampliació de fins a un total de 226,1 metres quadrats, és a dir, un cent per cent de l'inexistent volum inicial. Mentrestant, l'escrit recorda com el zelador d'obres va emetre un informe oficial en el qual afirmava que a la parcel·la hi havia un habitatge l'antiguitat del qual era anterior a 1950, a causa que "part de la construcció era una bona imitació de les tècniques constructives de les edificacions rurals de Mallorca". De la mateixa manera, l'assessor jurídic va emetre el seu informe jurídic el 26 de juny d'aquell any, també favorable, el que va possibilitar d'aquesta forma que la llicència fos concedida el 5 de juliol. Es dona la circumstància que l'Audiència va desestimar, en el marc d'aquesta peça, el recurs d'apel·lació que va interposar Mir contra l'auto dictat per l'anterior jutge del cas Andratx, Francisco José Pérez, que posava fi a la instrucció del serrell. L'imputat al·legava que va actuar d'aquesta manera a causa que ja havia estat atorgada una llicència el 1992 per ningú impugnada i el seu advocat apuntava a més a la manca de coneixements tècnics suficients per part de seu patrocinat. Unes al·legacions que van ser rebutjades de pla per l'òrgan judicial, que va confirmar d'aquesta manera l'escrit recorregut.[57]

- El 21 de desembre de 2011, la Fiscalia Anticorrupció i l'Ajuntament d'Andratx, governat pel PP, van retirar les acusacions contra l'excap d'Urbanisme del Consistori, Jaume Massot, i l'exassessor jurídic, Josep Ignaci Mir, a les portes del judici que havia de celebrar-se per la peça 36 del cas Andratx, malgrat els indicis i proves que es recolliren fins al dia de la vista oral i que van motivar que les acusacions arribessin a presentar contra ells els seus respectius escrits de qualificació. De fet, el Ministeri Públic i el Consistori havien arribat a sol·licitar penes de presó per a tots dos acusats, en sostenir que fins i tot en dues ocasions havien vulnerat diverses normatives urbanístiques que permeteren l'ampliació d'un habitatge ubicat en un terreny protegit amb la categoria d'Àrea Natural d'Especial Interes (ANEI). No obstant això, finalment la Fiscalia i l'equip de govern del PP que presidia l'Ajuntament, personat com a acusació particular, van optar just a l'inici de la vista oral per renunciar a reclamar-los cap pena per aquests fets. És més, davant les proves recopilades l'Audiència Provincial va arribar a confirmar l'acte de processament dictat contra tots dos i que donava peu a les acusacions a formular escrit de qualificació, desestimant d'aquesta manera el recurs que havia interposat Mir contra la resolució. Tant Massot com Mir es van asseure al banc dels acusats per ser jutjats dins d'aquesta peça, centrada en la manera com tots dos haurien informat en favor de l'ampliació de l'habitatge unifamiliar, primer en 58,4 metres quadrats (el 1998) i posteriorment, el 2003, fins als 358,9 metres quadrats (als quals es sumava un porxo d'11,2 metres). Les investigacions, que apuntaven al fet que l'habitatge unifamiliar ja va ser construït el 1986 sense llicència que permetés aquesta actuació, atribuïen tant Massot com a Mir haver contravingut la llei d'Espais Naturals de les Balears (ja que no podia autoritzar la construcció d'un habitatge unifamiliar tenint en compte la mida de la parcel·la i el seu nivell de protecció), la llei de Sòl Rústic (no es podia ampliar), la llei de Disciplina Urbanística (s'infringia per no comptar la llicència amb informes preceptius, i per això era nul·la) i la llei sobre Instal·lacions i Edificis fora d'ordenació. Mentrestant, en el cas de la segona ampliació, en què també va intervenir l'arquitecte Joaquín Ozonas Sard, també imputat en aquest cas, així com novament Massot i Mir amb els seus informes favorables, aquests van tornar presumptament a reiterar les anteriors vulneracions legals, a les quals es sumava la de les Directrius d'Ordenació del Territori, que havien entrat en vigor el 1999 i que establien la impossibilitat material d'ampliar un habitatge unifamiliar en terreny ANEI. Es tracta d'uns fets pels quals la Fiscalia, en el seu escrit d'acusació, atribuïa a Massot i Mir dos delictes continuats de prevaricació urbanística en concepte d'autors materials. Per això, sol·licitava sis mesos de presó i vuit anys d'inhabilitació tant per a l'excap d'Urbanisme i exdirector general d'Ordenació Territorial al Govern de Jaume Matas com per a l'exassessor jurídic de l'Ajuntament d'Andratx.[58]

- El mateix dia 21, un jutjat de Palma va imposar a l'excap d'Urbanisme d'Andratx i exdirector general d'Ordenació del Territori del Govern Matas un any de presó per un delicte de prevaricació urbanística. Massot va admetre els fets i va acceptar la pena per autoritzar una llicència de construcció d'un habitatge en una zona protegida en la qual era impossible urbanitzar. L'exalt càrrec també va ser condemnat a vuit anys d'inhabilitació especial per a càrrec o funció pública en l'administració estatal, local o autonòmica. A més, la magistrada va declarar la nul·litat de les llicències administratives atorgades en aquest procediment, que es correspon amb la peça separada 18 del cas Andratx. Aquestes penes es consideren ja complertes per l'imputat, ja que Jaume Massot, en aquell moment a la presó, va ser condemnat anteriorment a les penes màximes previstes pel delicte continuat de prevaricació urbanística. Així, se li va apreciar la continuïtat delictiva entre els fets enjudiciats en aquesta causa amb els ja jutjats a l'Audiència de Palma. L'acusat va donar llum verda a una llicència de construcció en un recinte rústic d'Andratx que comptava amb una superfície de 7.828 metres quadrats. La finca estava classificada com a sòl no urbanitzable d'especial protecció amb la categoria d'Àrea Rural d'Interès Paisatgístic (ARIP). Segons la fiscalia, donat el nivell de protecció legal vigent i la seva superfície, era impossible, legalment, autoritzar la construcció en aquesta parcel·la d'un habitatge unifamiliar aïllat de nova planta. L'única existent en el lloc eren les ruïnes d'una petita caseta d'eines o estris que mai havia constituït un habitatge ni un estatge. El setembre del 1999, la propietària va vendre la finca a una societat. El 2001, una altra empresa va adquirir la parcel·la i, finalment, al febrer de 2002, una ciutadana estrangera la va comprar. Aquesta última adquisició es va realitzar quan era imminent la concessió de la llicència. Mesos abans, un arquitecte havia redactat un projecte amb una sol·licitud de llicència de "rehabilitació d'habitatge unifamiliar". El professional prèviament s'havia entrevistat amb Jaume Massot, que llavors era el cap d'Urbanisme d'Andratx, qui li va aconsellar sobre el contingut del projecte, tot i saber que es tractava d'una zona ARIP en la qual no es podia construir. A més, Massot el 1999 va emetre un informe que detallava l'existència en aquesta parcel·la d'una edificació en estat ruïnós de dues plantes amb una superfície de 50 metres quadrats. Per tant, l'acusat coneixia que era impossible construir al lloc segons la normativa vigent. Al final, l'ajuntament d'Andratx va atorgar la llicència de rehabilitació d'habitatge en 2002. L'última propietària de la parcel·la va canviar d'arquitectes i va voler modificar el projecte inicial, per la qual cosa va sol·licitar una nova llicència de "reforma i ampliació d'habitatge unifamiliar aïllat" al juliol de 2003 Després de superar els tràmits oportuns, la nova llicència va ser atorgada l'1 d'octubre de 2004 Les obres no es van acabar, ja que van ser aturades a 2007.[59]

- El 25 de juny de 2012 Jaume Massot, va confessar la seva culpabilitat en un delicte de prevaricació urbanística, pel que fou condemnat a sis mesos de presó i inhabilitació durant vuit anys. Es tractava d'una condemna més contra Massot, que en realitat no tengué cap tipus d'efecte, ja que l'acusat estava complint un total de vuit anys de presó en aplicar-li una continuïtat delictiva. També es va confessar culpable d'un delicte contra l'ordenació del territori i un altre de falsedat l'antic zelador d'obres de l'Ajuntament d'Andratx, Jaume Gibert, que ha reconegut que va redactar un informe amb dades falses per facilitar la legalització d'unes obres que no es podien construir. Gibert era a la presó, igual que Massot, complint una pena total de cinc anys de presó. Per això, aquesta nova condemna no tengué cap efecte pràctic, encara que sí simbòlic, ja que reconeixia la culpabilitat de l'antic zelador d'obres, que va ser un dels responsables que s'atorguessin llicències per aixecar construccions il·legals en zones protegides. Aquest cas correspon a la peça número 5 i es va jutjar a l'Audiència i pel qual es condemnà a la propietària del solar i als tres arquitectes que van intervenir en la construcció de l'habitatge. Els quatre van arribar a un pacte amb el fiscal Juan Carrau i amb l'advocat de l'acusació particular, Josep de Luis, representant a l'Ajuntament d'Andratx. La dona era propietària d'un solar en un terreny rústic protegit. Tot i que no podia aixecar cap construcció en aquest terreny, va sol·licitar una llicència d'obres a l'Ajuntament. Jaume Gibert va certificar que en el terreny existia una edificació abandonada, de més de 50 anys d'antiguitat. Aquest document, que no reflectia la realitat, va servir perquè l'Ajuntament li atorgués una llicència, amb l'aprovació de Massot, que era conscient que el certificat era fals perquè no existia cap construcció antiga. La propietària va aconseguir vendre aquesta finca a una promotora.[60] El fiscal acusava inicialment a Massot, llavors cap d'Urbanisme d'Andratx, i a altres nou persones per la construcció il·legal d'un habitatge al municipi mallorquí, però va retirar l'acusació contra quatre d'elles. Aquestes quatre persones són els constructors Antonio Nieto i Antonio Portell, l'arquitecta Neus García i l'assessor municipal Ignacio Mir. A més de Massot, els finalment condemnats, que han reconegut els fets i s'han conformat amb les penes de la Fiscalia, són el exzelador de l'Ajuntament Jaume Gibert (2 anys de presó), els arquitectes Carlos Salto i Fernando Ferreira (6 mesos de presó substituïbles per una multa), l'arquitecte Bartolomé Nicolau (1 any i 9 mesos de presó substituïbles per una multa) i la propietària del terreny Antònia Bonet (4 mesos de presó substituïbles per una multa).[61]

- El 14 de desembre de 2012 va quedar vist per a sentència el judici de la peça número 13 del Cas Andratx. La fiscalia va retirar l'acusació al tècnic municipal Ignasi Mir, però mantengué que els altres quatre acusats varen construir un xalet il·legal en zona rústica protegida.[62] El 21 de desembre, l'Audiència de Palma va dictar la primera sentència absolutòria que beneficiava a un arquitecte, defensat per l'advocat Manuel Vich, que va ser jutjat en una de les peces del cas Andratx (la 13). La sentència, però, condemna altres acusats, com són l'exresponsable d'urbanisme d'Andratx i exdirector general del Govern, Jaume Massot, i l'exzelador d'obres del municipi, Jaume Gibert. A tots dos se'ls condemna per haver permès la construcció d'un habitatge il·legal. A Massot se li va imposar un any de presó per prevaricació administrativa, delicte que va confessar en el judici. A l'exzelador d'obres se li sancionà per un delicte de falsedat en document públic i un altre contra l'ordenació del territori. El promotor d'aquesta obra il·legal, Gaspar Moner, que era el propietari del terreny protegit, va ser condemnat a dos anys de presó. A més de l'arquitecte, també es va absoldre l'assessor jurídic municipal. Aquesta obra va consistir en la construcció d'una casa sobre un solar protegit del municipi d'Andratx. El terreny només comptava amb una petita caseta d'eines destruïda. No obstant això, els dos funcionaris van autoritzar la construcció de l'habitatge, després que el promotor presentés un projecte bàsic, on es simulava que sobre el terreny hi havia un habitatge antic i que l'únic motiu del permís era reformar la casa. Tant el cap d'urbanisme com l'assessor jurídic van autoritzar la llicència municipal. Massot va confessar en el judici que va aprovar aquesta llicència malgrat que sabia que en el terreny no es podia construir.[63]

- El 23 de maig de 2013, es va produir una nova sentència condemnatòria contra l'exalcalde d'Andratx Eugenio Hidalgo, condemnat en aquesta ocasió per negociacions prohibides al costat del exzelador Jaume Gibert i els arquitectes Miguel Arenas i María Isabel Seguí, que es van concertar en la creació de societats a les que de forma il·legal els van ser atorgades des de l'Ajuntament diverses llicències de construcció. El Jutjat penal número 4 de Palma va condemnar a Hidalgo, defensat per Gregorio San José, al pagament de 7.200 euros de multa i a dos anys de suspensió d'ocupació per haver concedit amb la suficient celeritat diversos permisos de construcció a les societats que controlava a l'ombra, sense ni tan sols haver-se abstingut a intervenir en els corresponents expedients administratius. La resolució judicial considera provat com l'exprimer edil va idear a principis de 2005, juntament amb Arenas i Gibert, va impulsar la societat Sandborg Balear, un terç de les participacions va ser aquest mateix dia transmès a Hidalgo i un altre terç a Gibert, el que facilitava que aquests dos últims no figuren en el registre mercantil com a socis constituents.[64] El 18 de febrer de 2011, Eugenio Hidalgo, havia assenyalat en qualitat d'imputat davant de la jutgessa Carmen González que entre ell, l'exzelador d'obres del consistori mallorquí, Jaume Gibert, i l'excap d'Urbanisme Jaume Massot es van repartir 600.000 euros en beneficis per la venda, a través de la societat Sandborg -de la qual els tres eren socis al 33%-, de diversos habitatges ubicats al Port d'Andratx que l'exprimer edil va permetre construir al votar a favor de la seva llicència. Així ho va posar de manifest després de ser interrogat per la titular del Jutjat d'Instrucció número 12 i el fiscal Juan Carrau, els qui li van inquirir sobre un presumpte entramat societari en el que aquests encausats figurarien com socis i receptors de diners i participacions, i dins del qual també estarien involucrats els arquitectes Miguel Arenas i María Isabel Seguí. Tots ells van prestar declaració com a imputats en el marc de la peça 73 de la causa, relacionada amb un delicte de negociacions prohibides.[65]

- El 5 de juliol de 2013, la plataforma Salvem Andratx denuncià al Seprona una llicència d'obres concedida en una de les peces separades del cas Andratx, atès que el permís concedit només indicava que hi havia un habitatge, tot i que en realitat hi havia tres grups d'edificacions, dos dels quals funcionaven com habitatges. Pels denunciants, era el tercer habitatge on s'estaven fent les obres i el més probable era que estenguin la reforma, ja que tenien 24 mesos de permís. El cas Petra Kuhne era una de les peces separades del cas Andratx, concretament la número 27. La Justícia investigà el certificat de final d'obra per a diverses edificacions i una piscina construïdes en sòl rústic protegit d'Andratx incomplint la norma de percentatge d'ocupació, a més que no es permet més d'un habitatge per parcel·la. Entre les diferents casuístiques que es donaren en el cas Andratx, existia una fórmula que era la d'atorgar edificabilitat en sòl rústic protegit a parcel·les que no tenien els metres mínims. Per fer-ho, s'afirmava en documents públics, principalment elaborats pel zelador, que hi havia una casa antiga on en realitat no hi havia res. Així, s'aconseguia tramitar una "reforma", que no era més que una nova construcció. La Junta de Govern de l'Ajuntament d'Andratx, governat pel Partit Popular i Convergència per les Illes, concedí el 27 d'abril anterior una llicència d'obra major a la companyia Probasor SL per "reforma d'habitatge unifamiliar aïllat i annex" en aquesta finca, situada en una Àrea Rural d'Interès Paisatgístic boscós. La peça número 27 del cas Andratx disposa, per ara, d'un arxivament provisional. Aquest fet va despertar les alarmes dels denunciants, que no entenien per què el Consistori concedia una llicència d'obra major a una sèrie d'edificacions en una parcel·la amb, només, un arxivament provisional. Els denunciants sol·liciten a la Guàrdia Civil la paralització de les obres i la possible reobertura del cas. Per la seva banda, el GOB registrà a l'Ajuntament una denúncia en els mateixos termes, com també a l'Agència de Disciplina Urbanística.[66]

- El 9 de juliol de 2013, el jutge de la Sala Penal número 4, Juan Manuel Sobrino Fernández, va absoldre els quatre acusats de la peça número 20 del cas Andratx, sobre la construcció presumptament irregular d'un xalet en una zona protegida, després que el fiscal anticorrupció Juan Carrau hagués retirat l'acusació. En la segona jornada del judici, Carrau va retirar l'acusació contra els quatre processats, l'arquitecte de la casa, el constructor, l'arquitecte de l'Ajuntament d'Andratx i un exassessor jurídic del Consistori perquè entenia que no hi havia elements suficients per considerar que haguessin intervingut en els delictes de què se'ls acusava. El que s'enjudiciava en aquesta peça separada era un presumpte delicte contra l'ordenació del territori per part d'un arquitecte i un constructor per un xalet aixecat el 2006 en una zona qualificada d'Àrea Rural d'Interès Paisatgístic (ARIP), i un altre de prevaricació urbanística per al tècnic municipal i l'exassessor jurídic que van autoritzar la llicència d'obres. El fiscal va retirar l'acusació després del testimoni prestat per l'aparellador de l'obra, qui va afirmar que la caseta antiga es va enfonsar durant els treballs d'excavació. La Fiscalia sospitava que la intenció dels acusats va ser demolir a propòsit part de la caseta antiga, però durant la vista es comprovà que no era així i per això retirà l'acusació.[67]

- El 17 de febrer de 2014, un constructor, l'exzelador de l'Ajuntament d'Andratx Jaume Gibert i l'excap d'Urbanisme del Consistori Jaume Massot van admetre penes d'entre 4.320 euros de multa i dos anys de presó en el judici fet a l'Audiència per la construcció d'un xalet il·legal en sòl protegit. La Fiscalia Anticorrupció, l'acusació particular que exercí l'Ajuntament d'Andratx i les defenses dels set implicats en aquesta causa que constitueix la peça número 6 del cas Andratx van arribar a un acord de conformitat pel qual es van retirar les acusacions contra quatre persones i els altres tres van admetre els delictes i es van conformar amb les penes sol·licitades. Aquesta causa versa sobre la construcció entre 2002 i 2005 d'un xalet en una finca protegida d'Andratx anomenada Can Mena. Un particular va convèncer la seva dona i un altre matrimoni per comprar el terreny rústic i construir-hi, encara que sabia que el solar era sòl no urbanitzable i tenia especial protecció amb la categoria d'Àrea Rural d'Interès Paisatgístic (ARIP). Va aconseguir que el llavors zelador de l'Ajuntament d'Andratx li facilitàs un certificat d'antiguitat sobre la parcel·la on constàs que hi havia una construcció prèvia, tot i que només quedaven restes d'un mur de més de 60 anys, document que va confirmar l'excap d'Urbanisme del Consistori i que va servir per aconseguir una llicència d'obres. El fiscal Anticorrupció Juan Carrau va explicar durant el judici que l'instigador de la compra del terreny va ser qui va fer totes les gestions i signar les sol·licituds de llicència. En no tenir constància que els tres socis de la seva promotora (la seva dona i un altre matrimoni) coneguessin la il·legalitat que feien, el fiscal va retirar l'acusació en contra seva. També la va retirar per a l'assessor legal de l'Ajuntament, el lletrat Jacobo Rodríguez Miranda, perquè el fiscal considerà que el varen enganar quan va informar favorablement perquè es concedís la llicència de construcció. Massot, Gibert i el constructor van reconèixer els fets, es van confessar autors dels delictes i van acceptar la penes sol·licitades per les dues acusacions durant el judici. Per al particular que va comprar el terreny i va convèncer els seus socis de construir el xalet tot i saber que era il·legal, la Fiscalia va sol·licitar dos anys de presó, substituïbles per 4.320 euros de multa per un delicte contra l'ordenació del territori i falsedat. A més, fou obligat a demolir el xalet. Els tres socis als quals es va retirar l'acusació van acceptar les conseqüències civils de l'enderroc de la construcció. Pel que fa a Massot, que ja complia penes de presó per anteriors condemnes en el cas Andratx, es va conformar amb una pena de vuit mesos de presó per prevaricació urbanística. L'exzelador Gibert va acceptar una condemna de dos anys i una multa de 1.260 euros per falsedat continuada en document oficial i delicte contra l'ordenació del territori. Abans de l'acord assolit durant el judici, la Fiscalia demanava una condemna de quatre anys i sis mesos de presó per Massot, dos anys per a Gibert, sis mesos de presó per al lletrat de l'Ajuntament i tres anys i dos mesos de presó per a les quatre persones que van comprar el terreny i van construir el xalet, a més d'una multa de 12.000 euros.[68]

- El 16 de juny de 2015 la Secció Segona de l'Audiència de Palma va jutjar la peça separada número 69, referida a la construcció d'un xalet en sòl rústic protegit, no urbanitzable i d'especial protecció per ser Àrea Rural d'Interès Paisatgístic (ARIP). La Fiscalia Anticorrupció va arribar a un acord amb les defenses dels tres acusats (l'exbatle, el zelador i l'amo de l'habitatge) pel qual van admetre el delicte de falsedat i es varen conformar amb les penes sol·licitades. El fiscal considerà que, per l'amistat existent entre l'amo de la parcel·la, el seu pare (ja mort) i l'exbatle, els tres van acordar diverses actuacions per construir un habitatge de nova planta on la llei no ho permetia, i el zelador va realitzar un certificat on va fer constar falsament que al solar hi havia un habitatge agrícola de més de 10 anys d'antiguitat. El propietari de l'habitatge va sol·licitar una llicència d'obres que li va ser concedida, però el certificat que no era veraç no es va incorporar a l'expedient, de manera que la Fiscalia va estimar que la falsificació no tenia relació amb la infracció urbanística i va acusar els tres implicats només de falsedat documental, no de delicte contra l'ordenació del territori. Gibert va confessar aquests fets abans que fossin investigats, per la qual cosa el fiscal va sol·licitar que se li apliquessin els atenuants de confessió i col·laboració amb la justícia, a més de dilacions indegudes. El zelador va acceptar la petició d'una condemna d'1 any i 8 mesos de presó, multa de 540 euros, inhabilitació especial i pagà un terç de les costes. El propietari del terreny i l'habitatge fou condemnat com a inductor del delicte de falsedat, amb l'atenuant de dilacions indegudes, a 9 mesos de presó i multa de 2 mesos a 4 euros diaris, que fou substituïda per una pena de 20 mesos de multa, per tant abonà 2.400 euros. L'exbatle Hidalgo va admetre el mateix delicte i idèntica condemna a pagar una multa de 2.400 euros. L'Ajuntament d'Andratx, que exercia l'acusació particular, es va retirar del procediment perquè no estava perjudicat pel delicte que es va jutjar.[69]

### Peces arxivades
- Peça núm. 17 (acumulada a la 3): Elsa Graciela Miñán i espòs Juan Carlos Menéndez.
- Peça núm. 21: Parcela 56, polígono 12
- Peça núm. 23: Margarita Riera Manresa
- Peça núm. 35: Antonia Vich Bisbal
- Peça núm. 41: Andrea Rudolf
- Peces núm. 44 i 45: Construcciones Altaya
- Peça núm. ?: Pedro Massot Alemany
- Peça núm. 50: Selina Scott[30]
- Peça núm. ?: Obras y Promociones Alemany Ferrer
- Peça núm. 57: Bobermons S.L.
- Peça núm. 68: Antoni Garau Mulet i Bartomeu Vicens Mir

## Imputats i condemnes
- Eugenio Hidalgo Garcés (exbatle): 4 anys de presó; 7 anys d'inhabilitació (absolt pel TS); dues penes d'1 any de presó, tres multes per un total de 9.300 euros, 25 anys d'inhabilitació, i el retorn d'altres 31.023 euros; multa de 1.080 euros i 3 anys d'inhabilitació; 3.650 euros de multa; 7.200 euros de multa i 2 anys d'inhabilitació; multa de 2.400 euros.
- Jaume Massot Sureda (Exdirector general d'Ordenació del Territori): 3 anys i 6 mesos de presó; 5 anys; multa de 6.750 euros, devolució d'altres 42.000 euros i 2,5 anys de suspensió com a funcionari; 1 any de presó i 8 anys i mig d'inhabilitació; 1 any de presó i 8 anys d'inhabilitació; 1 any de presó; 1 any i mig de presó; 6 mesos de presó i 8 anys d'inhabilitació; 8 mesos de presó.
- José Ignacio Mir Buades (exassessor jurídic municipal): 1 any de presó.
- Jaume Mateu Gibert Fuster: (exzelador municipal): 4 mesos de presó; 1 any i 8 mesos, 1 any i 2 mesos, i 4 mesos; 1.500 euros de multa i retorn dels 18.000 euros; 2 anys de presó; 1 any i 8 mesos de presó, 2 anys i una multa de 1.260 euros; multa de 540 euros.
- Juan Carlos Hidalgo Garcés: 1 any i mig de presó; 2 anys de presó; 2 anys de presó.
- Felipe Seguí Torrandell (Constructor): 18 mesos de presó, substituïbles per una multa de 3.240 euros; més una altra multa de 2.500 euros i altres més de menor quantitat.
- Juan María Corró Truyols: 10 mesos de presó, substituïble per una multa de 4.800 euros i una altra de 6 mesos de presó canviada per una multa de 2.880 euros, més altres multes de 1.440 euros i 360 euros.
- Pedro Pablo Vaquer Caballeria (arquitecte): 6 mesos de presó per un delicte d'encobriment en relació amb un delicte contra l'ordenació del territori.
- Elsa Graciela Miñán Alvarez (propietaria): 6 mesos de presó per un delicte contra l'ordenació del territori.
- Juan Carlos Menendez Gandolfi (propietari): Absolt.
- Emilio Martínez Sánchez (Constructor): 1 any de presó i multa.
- Ángela Hernández Rodríguez (funcionària d'Urbanisme de l'Ajuntament d'Andratx): 1 any, multa, més inhabilitació per 12 mesos per un delicte contra l'ordenacio del territori i un altre de falsedat.
- Luis Ros (arquitecte): Sis mesos de presó, multa i inhabilitació d'un any per delicte contra el territori, i a 4 mesos substituïbles per multa per prevaricació urbanística.
- Jacobo Rodríguez Miranda (exassessor jurídic): Multa de 4.320 euros per prevaricació urbanística i inhabilitació especial per 7 anys.
- Manuel Zapata López (constructor): 1 any de presó, substituïda per una multa de 7.200 euros; una altra multa de 3.600 euros; una altra de 480 euros i el retorn de 31.023 euros.
- Maria Porcel Salvà (exregidora d'UM a Andratx): multa de 2.160 euros i tres anys i mig d'inhabilitació.
- Joaquín Ozonas Sard (arquitecte): 7.300 euros de multa, 1 any d'inhabilitació i demolir el construït.
- Jaume Brunet Comas (arquitecte tècnic municipal d'Andratx): Multa.
- Francisco Xamena Lamas (propietari): Multa.
- Josep Eugeni Torrens Fortuna (empresari i propietari): 2.160 euros de multa i demolir el construït.
- Gaspar Moner Alemany (promotor de l'obra i propietari): 2 anys de presó.
- Jerónimo Arbós Orell (arquitecte): absolt
- Antonio Belén Roig (propietari): 2 multes de mil euros i demolir el construït.
- Antonio Nieto (constructor): Absolt
- Antonio Portell Cardell (constructor): Absolt
- Neus Garcia Inyesta (arquitecta): Absolta
- Carlos Salto Amabile (arquitecte): 6 mesos de presó substituïbles per una multa.
- Fernando Ferreira Calvo (arquitecte): 6 mesos de presó substituïbles per una multa.
- Bartomeu Nicolau Mayol (arquitecte): 1 any i 9 mesos de presó substituïbles per una multa.
- Antònia Bonet (propietaria): 4 mesos de presó substituïbles per una multa.